# Jisra'el Bruna
Jisra'el bar Chajim Bruna (hebrejsky ישראל בר חיים ברונא‎, 1400, Brno – 1480, Řezno) byl moravsko-německý rabín a posek (učenec, který rozhoduje židovské právo). Byl znám také jako Mahari Bruna, což je akronym pro „náš učitel, rabi Israel Bruna". Rabi Bruna je znám jako jedna z původních aškenázských autorit citovaných Ramou v jeho poznámkách k Šulchan aruchu.

## Život

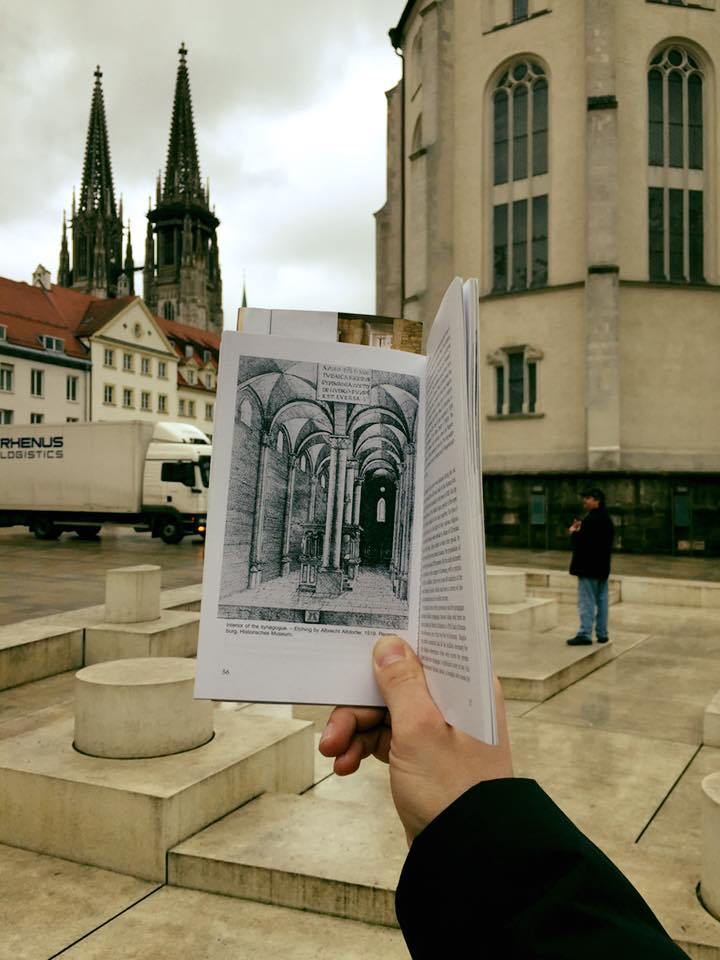
Mahari Bruna působil v bavorském Řezně. Rekonstrukce středověké synagogy izraelského umělce Daniho Karavana v Řezně na Neupfarrplatz vis-a-vis dobová rytina.

Jisra'el Bruna se narodil v Brně. Studoval pod vedením předních aškenázských rabínů své doby: Ja'akova Weila z Erfurtu (Mahariv) a Jisra'ele Iserlina z Vídeňského Nového Města (autor Trumat ha-dešen), kteří mu udělili smichu a hovořili o něm velmi nadšeně. „Byl to vynikající student, který se zasvětil tělem i duší studiu Talmudu.“
Později byl Bruna zvolen rabínem ve svém rodném městě a po vypovězení Židů z Brna roku 1454 působil krátce v Praze a posléze se usadil v bavorském Řezně, působišti rabi Jehudy he-Chasida, autora knihy Sefer ha-chasidim. Tato obec proslulá zejména svou ješivou si zvolila rabiho Brunu za svého rabína.
Příchod rabiho Bruny do Řezna ovšem vyvolal ostrý spor, který rozdělil místní obec. Rabi Anšl Segal, který vedl místní ješivu, si nárokoval post místního rabína pro sebe. Spor se vyostřil a někteří z příznivců rabi Anšla se uchýlili k osobním invektivám, když napsali slovo „heretik“ („apikores“) na sedadlo rabiho Bruny v synagoze, a když měl proslov, demonstrativně odcházeli. Rabi Bruna však tyto útoky a inzultace přestál s pokorou a po smrti rabi Segala byl nakonec přijat celou komunitou.
V roce 1474 římský císař Fridrich III. Habsburský uložil židovské komunitě daň ve výši jedné třetiny hodnoty majetku každého Žida k pokrytí výdajů své korunovace. Židé požádali o ochranu řezenskou vrchnost, jíž byl tehdy vévoda Ludvík z Landsbergu. Ten přikázal starostovi, aby „nenechal císaře okrádat jeho Židy.“ Císař reagoval pohrůžkou přísných trestů pro vzpurné Židy. Uvěznil také rabiho Brunu a snažil se ho přimět, aby vyhlásil kletbu (cherem) na každého Žida, který nezaplatí uloženou daň. Po třinácti dnech věznění byl Bruna propuštěn.
Krátce nato však byl znovu uvězněn na základě obvinění z rituální vraždy vzneseného konvertitou ke křesťanství Hansem Wagelem a odsouzen místním biskupem k smrti. Starosta nechtěl dopustit rabínovu smrt, aby nepopudil císaře, který stále doufal v jeho pomoc při výběru židovské daně, a uvěznil Brunu v městském vězení, aby jej ochránil před davem. Židovská obec se odvolala k Fridrichu III. i ke králi Vladislavu Jagellonskému. Díky jejich intervenci se podařilo rabiho Brunu zachránit; byl prohlášen za nevinného a poté, co pominulo nebezpečí lynče od zmanipulovaného davu, propuštěn na svobodu. Jako skutečný vrah byl usvědčen udavač Hans Wagel, který byl odsouzen k smrti a rozsudek byl potvrzen císařem.

## Dílo
Rabi Bruna byl jednou z největších talmudických autorit své doby; rabíni a učenci z různých míst a zemí mu posílali dotazy týkající se všech oblastí židovského práva. Tato responsa nazvaná Tšuvot Mahari Bruna jsou jeho nejznámějším dílem. Ještě důležitější je, že posloužila jako zdroj halachy pro Mošeho Isserlese při tvorbě jeho Ubrusu (ha-Mapa), poznámkám k Šulchan aruchu popisujícím mj. rozdíly mezi aškenázskou and sefardskou praxí. Informace obsažené v responsech představují také důležitý historický pramen pro studium židovských reálií 15. století.
Responsa rabiho Bruny zůstala dlouho v podobě rukopisu, teprve v roce 1798 byla vydána tiskem v Soluni a poté roku 1860 ve Štětíně.